# 井岡弘樹
井岡 弘樹（いおか ひろき、1969年1月8日 - ）は、日本の元プロボクサー、タレント。大阪府堺市出身。第2代日本ミニマム級王者。元WBC世界ミニマム級王者。元WBA世界ライトフライ級王者。世界2階級制覇王者。現役時代はグリーンツダボクシングクラブ所属。エディ・タウンゼントの最後の愛弟子。井岡弘樹ボクシングジムの会長を務める。

## 人物
元々は野球少年で南海ホークス友の会会員。ボクシング好きの父に影響されて赤井英和に憧れ、中学2年生の時に赤井が所属する三和ツダジム（現・グリーンツダジム）へ同級生3人で入門。（詳しくは後藤正治のノンフィクション　遠いリングに記載されている）
入門当初から将来の世界王者として津田博明会長に期待され、海老原博幸や藤猛や柴田国明ら多くの世界王者を輩出した名伯楽エディ・タウンゼントの指導を受ける（後に、エディが指導した最後の世界王者となる）。
エディがデビュー前の少年の指導を任されることは異例であったが、井岡は津田会長の期待通りに成長し、デビュー前から当時の日本王者や世界ランカークラスの選手を圧倒する実力を身に付けており、義務教育終了と同時に三和ツダジムでの合宿を経て17歳でプロデビュー。
1986年1月23日、関西の選手としては異例の後楽園ホールでのデビュー戦（ミニマム級第1号選手、日本プロボクシング史上初の同級の公式試合）を行い、井岡は3回KO勝利でデビュー戦を飾り以降も連勝街道を走る。
軽量級としては恵まれた体格を生かしたアウトボクシング、そして軽量級らしい伸びのある左ジャブ・右ストレートを武器に国内最年少の18歳9か月10日でWBC世界ミニマム級王座を獲得した。
1991年12月にはWBA世界ライトフライ級王座も獲得しファイティング原田・柴田国明に続き史上3人目となる世界王座2階級制覇を達成した。
- 1987年、第2代日本ミニマム級王者（獲得時の最年少日本王者であり、国内最年少世界王者[1][2] ともに2020年9月現在も破られていない）
- 1987年、WBC世界ミニマム級王者
- 1991年、WBA世界ライトフライ級王者

サウスポースタイルの対戦相手を苦手としており、ナパ・キャットワンチャイ戦以降は、所属ジム会長が世界戦（飯田覚士 be戦）以外はマッチメイクでサウスポーの選手を避けていたというエピソードもある。
現役時代の主な入場曲は映画トップガンの劇中歌であるTEENA MARIEの「LEAD ME ON」と映画ロッキー3の主題歌であるSurvivorの「Eye of the Tiger」。
2002年8月25日、井岡ボクシングジムを設立。会長を務める。
2013年2月に行われた西日本ボクシング協会会長選挙で当選を果たし、4月1日より任期3年で就任。

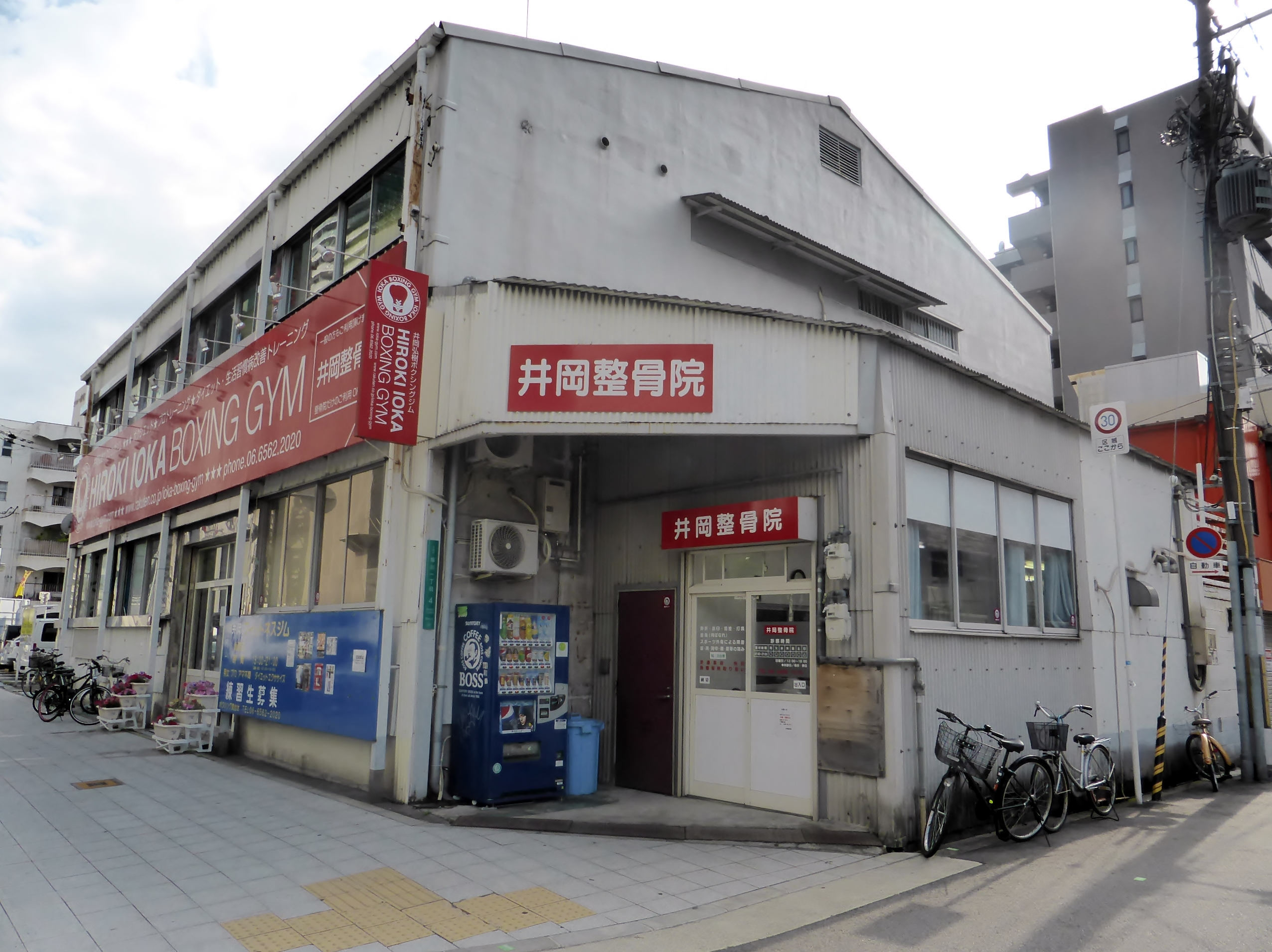
井岡弘樹ジム

2013年6月1日井岡ボクシングジムを兄に譲渡し、「井岡弘樹ボクシングジム」を新設しプロボクサー育成とボクシエットを一般の皆さんに広く普及させボクシングファン獲得に奔走中。
現役時代のライバルに元WBA・WBC世界ミニマム級王者で後に日本プロボクシング協会会長も務めた大橋秀行がおり、両者の対戦がファンから熱望されていたものの、結局は実現しなかった。
2012年6月20日に愛弟子であり自身の甥の井岡一翔が世界王座統一戦を戦った相手は、大橋の愛弟子である八重樫東であったため「20年越しの代理戦争」と報道された。
現役時代の減量生活で培った健康法や食生活をノウハウとし、それに関連する対談や、それを取り上げて著本とするなどの仕事も行っている。らくらくボクシエット（幻冬舎）井岡弘樹の腹割りダイエット（ヨシモトブックス）

### 家族
井岡家は村上水軍の末裔で父の代まで屋代島（周防大島）で漁業を営んでいた。
甥（兄の長男）である一翔もプロボクサー。4階級制覇を果たしている（元WBA・WBC世界ミニマム級統一王者、元WBA世界ライトフライ級王者、元WBA世界フライ級、WBO世界スーパーフライ王者）。
2003年2月1日午前1時（恩師エディ・タウンゼントが息を引き取った時刻の丁度15年後）に結婚した妻は吹田市にある正福寺の住職の長女。結婚後すぐに妊娠するも流産、その後2006年体外授精を経て長男を出産した。

## 経歴
- 1986年1月23日、17歳の誕生日を待ってプロデビューし、3回KOで勝利。
- 1987年7月8日、小野健治を下し、日本ミニマム級王座獲得。これは日本プロボクシング史上最年少記録。
- 1987年10月18日、9戦目にして世界初挑戦。新設されたばかりのWBC世界ミニマム級王座決定戦に出場。マイ・トンブリフラム（タイ）を12回判定に降し、日本国内最年少新記録となる18歳9か月10日で世界王座獲得。また、日本のジムに所属する選手の9戦目での世界王座獲得は、具志堅用高と並ぶ国内最短記録（当時=現在は田中恒成の５戦目）。
- 1988年1月31日、初防衛戦。元IBF同級王者にしてWBC1位の指名挑戦者、李敬淵（韓国）に12回TKO勝ち。この試合が井岡の世界戦唯一のKO勝ち。病床の恩師エディ・タウンゼントに捧げる勝利で、この翌日にエディは死去。
- 1988年6月5日、2度目の防衛戦。ナパ・キャットワンチャイ（タイ）と対戦し、引き分けで辛くも防衛成功。最終12回、挑戦者の強打でダウン寸前にまで追い込まれるも、終了のゴングが30秒早く鳴らされた疑惑の試合となった。
- 1988年11月13日、3度目の防衛戦。ナパと再戦し、12回判定負け。王座から陥落した。
- 1989年6月10日、世界再挑戦。ナパと三たび対戦したが、11回TKO負けで王座返り咲きならず。その後、村田英次郎の指導を受ける。
- 1991年12月17日、WBA世界ライトフライ級王者柳明佑（韓国）に挑戦。無敗で17度防衛中の絶対王者をアウトボクシングで攻略。圧倒的不利の予想を覆し、12回判定勝ち。日本人3人目の世界王座2階級制覇達成。
- 1992年3月31日、初防衛戦。ノエル・ツニャカオ（フィリピン、元WBC世界フライ級王者マルコム・ツニャカオの兄）と対戦し、12回判定勝ち。
- 1992年6月15日、2度目の防衛戦。元WBAミニマム級王者金奉準（韓国）と対戦し、12回判定勝ち。
- 1992年11月18日、3度目の防衛戦で前王者・柳と再戦したが、12回判定負けで王座陥落。
- 1993年6月23日、日本人初の3階級制覇を目指し、フライ級で世界挑戦。WBA世界同級王者デビッド・グリマン（ベネズエラ）に挑むも、8回TKO負け。3階級制覇達成ならず。
- 1995年10月17日、WBA世界フライ級王座に再挑戦。前年にグリマンを降して王者となったセーン・ソー・プルンチット（タイ）に挑むも10回TKO負け。またも3階級制覇は達成されず、その後、一時的にマック・クリハラの指導を受ける。
- 1997年2月25日、WBA世界フライ級王座に三たび挑戦。前年にセーンを降して王者となったホセ・ボニージャ（ベネズエラ）に挑むが、7回TKO負けでまたしても3階級制覇達成はならなかった。その後、フライ級での世界王座奪取を断念し、スーパーフライ級に転向。
- 1998年4月29日、以前の対戦相手であるセーンのトレーナーであったイスマエルサラストレーナーとタッグを組みWBA世界スーパーフライ級王者飯田覚士に挑戦。フルラウンドにわたり一進一退の攻防を展開するも、12回判定負け。
- 1998年12月19日、かつてのジムメイトでもあり後のWBC世界スーパーフライ級王者徳山昌守とノンタイトル戦を行うも、5回TKO負け。世界戦以外の試合で初の敗戦を喫した。この試合後、控え室で所属ジムの津田博明会長と報道陣をシャットアウトして30分間の話し合いを持ち、井岡は引退を決意。津田会長曰く「井岡とは、普通の試合（=世界戦以外の試合）に一度でも負けたら引退すると決めていた」。

## 戦績
| プロボクシング 戦績 | プロボクシング 戦績 | プロボクシング 戦績 | プロボクシング 戦績 | プロボクシング 戦績 | プロボクシング 戦績 | プロボクシング 戦績 |
| ------------------- | ------------------- | ------------------- | ------------------- | ------------------- | ------------------- | ------------------- |
| 42 試合             | (T)KO               | 判定                | その他              | 引き分け            | 無効試合            |                     |
| 33 勝               | 17                  |                     |                     | 1                   |                     |                     |
| 8 敗                |                     |                     |                     | 1                   |                     |                     |

## 獲得タイトル
- 第2代日本ミニマム級王座（防衛0=返上）
- WBC世界ミニマム級王座（防衛2）
- WBA世界ライトフライ級王座（防衛2）